# 1809 Prometheus
1809 Prometheus este un asteroid din centura principală, descoperit pe 24 septembrie 1960, de PLS.